# 時価発行
時価発行（じかはっこう）とは経済学用語の一つ。企業が新たな株式の発行を行う場合に、それの金額を額面金額ではなく時価に近い価格で発行することを言う。これは1970年代から新株発行の方法として採用されることが増え、後には新株発行の方法の主流となっている。例えば新株が発行される場合に、一株の額面が50円であった場合にでも、それの時価が1000円であったならば時価発行という方法で発行することで少ない数の発行であっても、より多くの資金を調達することができるようになるというわけである。この場合には時価発行を行ったことによる、一株あたりに増加している950円というのは、発行企業にとっては自由に使うことができるようになるというプレミアムになるということである。時価発行を公募で行う場合には、発行価格は価格を決定してから払い込みが行われるまでの株価変動などを考慮した上で特定の日の株価を基準として、ある程度の値引きも行って決定している。時価発行を行うに際しては、時価発行が行われる毎の条件は全て均等にして、株主毎にとっての不公平というものは発生しないようにしなければならないと商法で定められている。